# مهرجان كان السينمائي 1954
مهرجان كان السينمائي لعام 1954 هو الدورة السابعة للمهرجان عُقد في 15 مارس إلى 9 أبريل من عام 1954، فاز فيلم «بوابة الجحيم» للمخرج الياباني تينوسكي كينجازا بالجائزة الكبرى للمهرجان.